# Rong gai
Rong gai hay rong mái chèo (danh pháp: Hydrilla verticillata) là một loài thực vật có hoa trong họ Hydrocharitaceae. Loài này được (L.f.) Royle miêu tả khoa học đầu tiên năm 1839.